# Old North Church

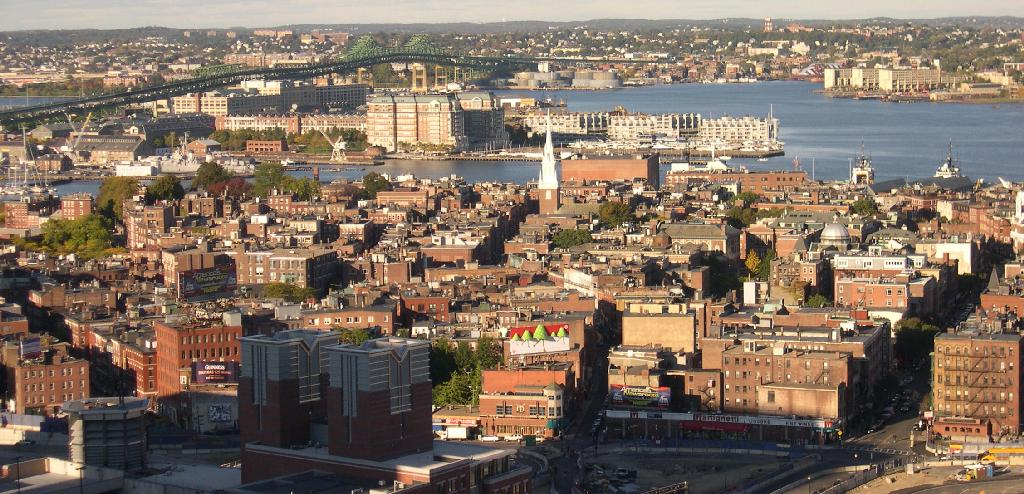
Old North Church in North End

Old North Church is de oudste bewaard gebleven kerk in Boston, Massachusetts. Ze heet eigenlijk Christ Episcopal Church en is langs het Freedom Trail gelegen. Het betreft een episcopale kerk.

## Geschiedenis
De Old North Church werd in 1723 gebouwd en is daarbij het oudste religieuze gebouw in Boston. De kerk verwierf vooral bekendheid op 18 april 1775, toen koster Paul Revere enkele lantaarns in de toren hing. Deze waren bedoeld om de patriotten van Charlestown te waarschuwen voor de Britse troepen die op weg waren naar de revolutionairen.

## Architectuur en interieur
Old North Church is in georgiaanse stijl gebouwd, typisch aan New England. De kerk is ontworpen door Christopher Wren, de architect van de St. Andrews-by-the-Wardrobe in Londen. Op de toren na, is het gebouw van rode bakstenen gemaakt. De klokkentoren biedt een mooi uitzicht over Boston, onder andere op het Financial District. Beroemd zijn de kerkklokken die er hangen, de eerste van Noord-Amerika, vervaardigd in 1745.
De traditionele gesloten kerkbanken in de kerk zijn ontworpen om voetwarmers te bevatten. Bij koud weer werden ze gevuld met hete kolen.